# 西灣河
西灣位於香港香港島東區，位於鰂魚涌之東，筲箕灣之西，為其中一個住宅為主的地區。
若以東區走廊分界，西灣河走廊區以北新填海區臨海一邊屬於私人屋苑住宅區，例如嘉亨灣、逸濤灣及鯉景灣。走廊區另一邊以舊樓為主，即是沿着大馬路筲箕灣道而建。區內亦有新私人住宅落成，例如於2023年入伙的 THE HOLBORN 及2017年落成的 Island Residence 和柏匯。
不少政府機構及建築物，如東區法院大樓（東區裁判法院）、水警總區總部、香港電影資料館、西灣河文娛中心等位於西灣河。而蘇豪東及太安樓位於區内。
西灣河交通便利，西灣河距離鄰近太古坊商業區以及大型商場太古城中心和康怡廣場約10分鐘步程，地鐵去銅鑼灣及中環車程約12及18分鐘。由於鄰近太古坊、太古城中心等商業中心和韓國國際學校，因此受到一班於附近上班人士的歡迎，西灣河亦是在港日本人及韓國人的聚居地之一。

## 地理位置

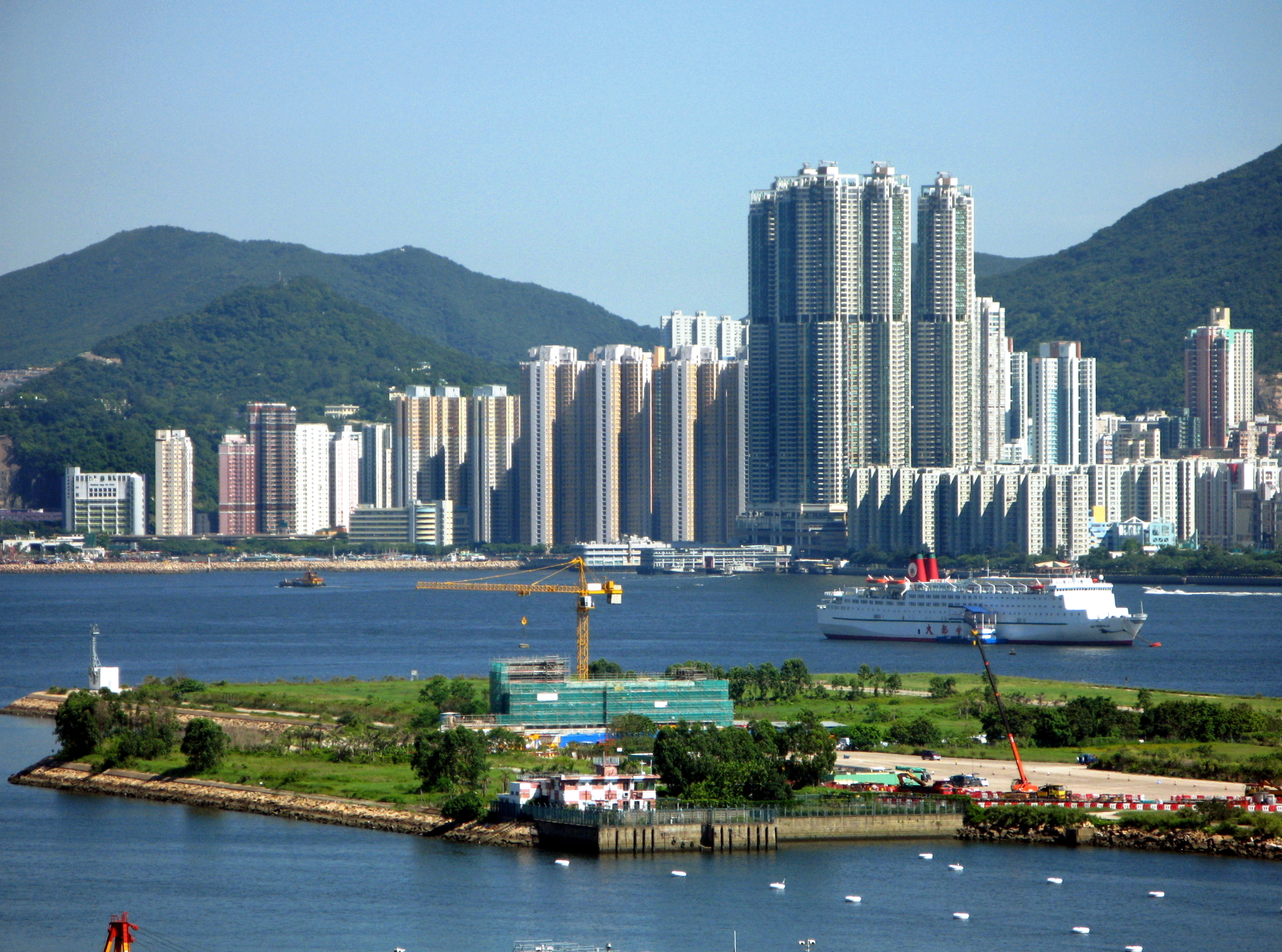
嘉亨灣是西灣河最高大廈；
圖右臨海大廈為鯉景灣

西灣河位於香港島，屬於筲箕灣區，範圍包括西至英皇道與太古城道交界，東至筲箕灣道與海寧街交界的地區。

## 名稱由來

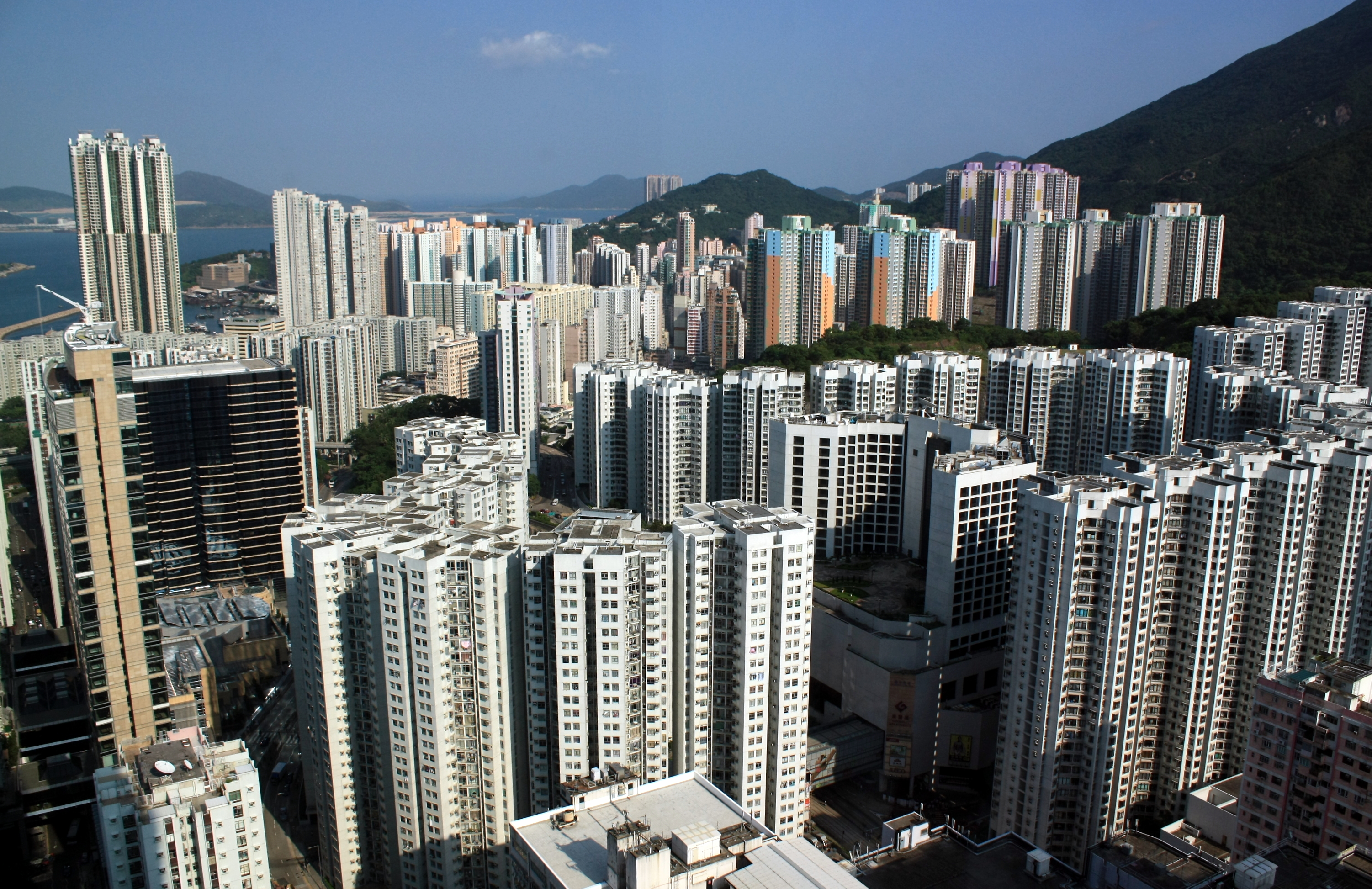
鰂魚涌、西灣河、筲箕灣一帶的建築物

西灣河是鰂魚涌黃角嘴與筲箕灣之間的一條小村落，昔日有一條小河由柏架山流經今天的太安街。村落位於小河的西面，而且小河將筲箕灣區分為東西兩部分，因村落位於筲箕灣區西面，故名為西灣河。

## 歷史

### 早期發展

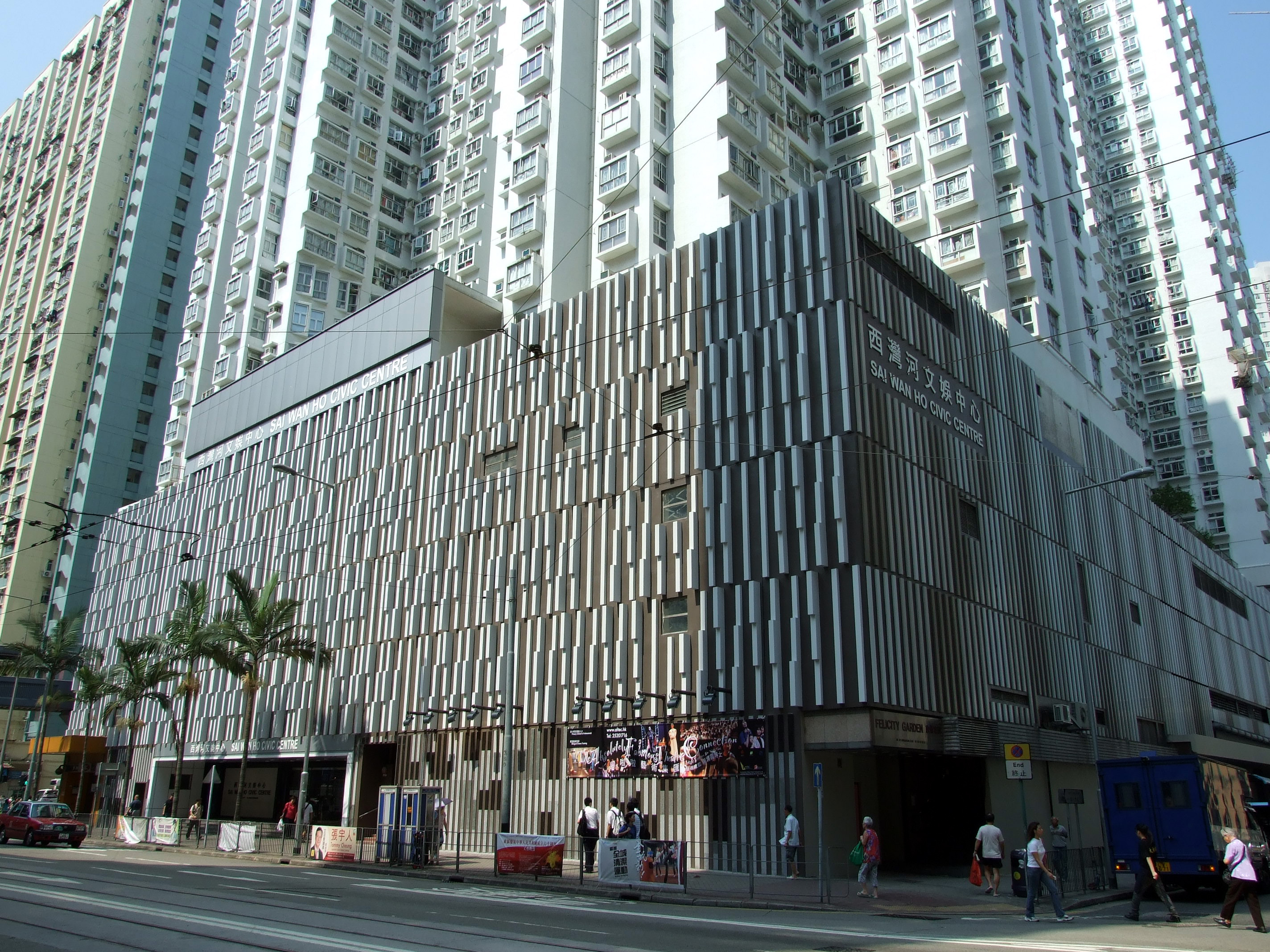
西灣河文娛中心

清代嘉慶二十四年（1819年）刊行的《新安縣志》沒有關於西灣河的任何記載。
根據相關資料，西灣河於1901年已有420名居民，並設有街市和屠場。街市是用紅磚造外牆，分裡外兩個部份，外面有個茶檔，位於現時西灣河文娛中心。另在街市外行人路有幾間店舖，包括一間粉麵舖和一間棉胎舖。
其後太古公司為其太古船塢興建工人宿舍，選址西灣河，並於1909年落成，劃分為1、2、3街即現時太安樓之處，樓高4層，每個單位又分為4至5個已婚員工房間，房外擺放3至4張3格碌架床，是提供給船塢單身員工住宿的。至於廁所和廚房是整個單位共用，爐灶是燒柴，可容納人數逾10,000人。

### 戰後開發

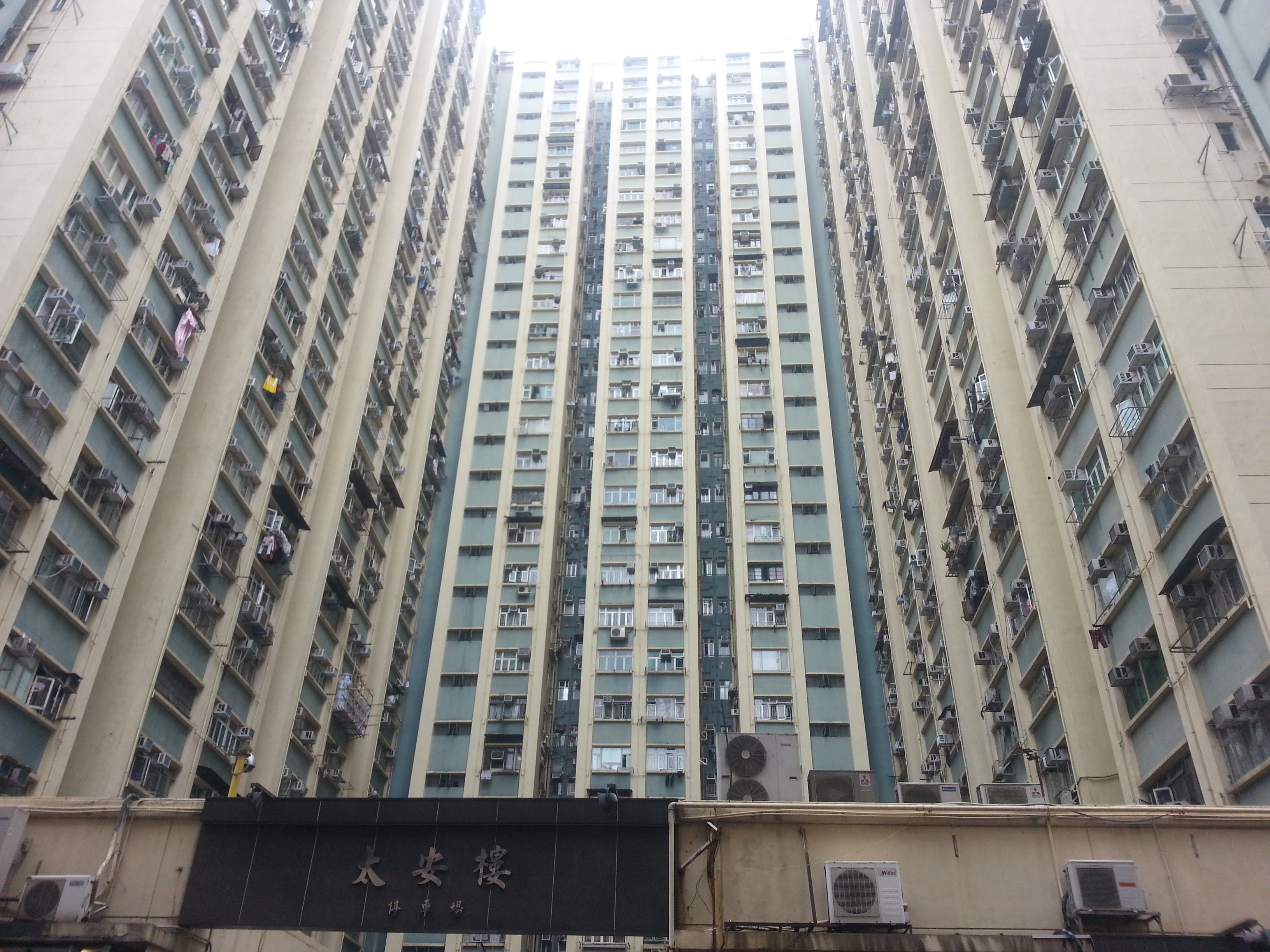
太安樓

到了1960年代，筲箕灣連同西灣河同被開發。先在麗灣樓後面興建太祥／太順／太富／太康4棟11層樓高，每層有18個單位的宿舍，用來安置1、2、3街的員工搬遷到新宿舍。因太古船塢有自己的水塘關係，所以宿舍自來水是船公司免費供應的。而由太古發展，1968年落成，位於當時海傍的太安樓，一度成為當地的地標。
太安樓是Ｈ型設計，樓高28層，地下是大型商場還有油站和戲院（兩者中間是小型工廠）工廠外停車位，還有一個水站是供淡水給漁船用（當時太安樓外面已是海邊）。商場裡有鮮魚、肉舖和士多、雜貨店，向電車路一面還有酒樓，地下電梯附近有公眾電話方便住戶，一樓向海平台是公眾休憩花園，太安樓落成後曾是亞洲最大的商場。

### 住宅興建

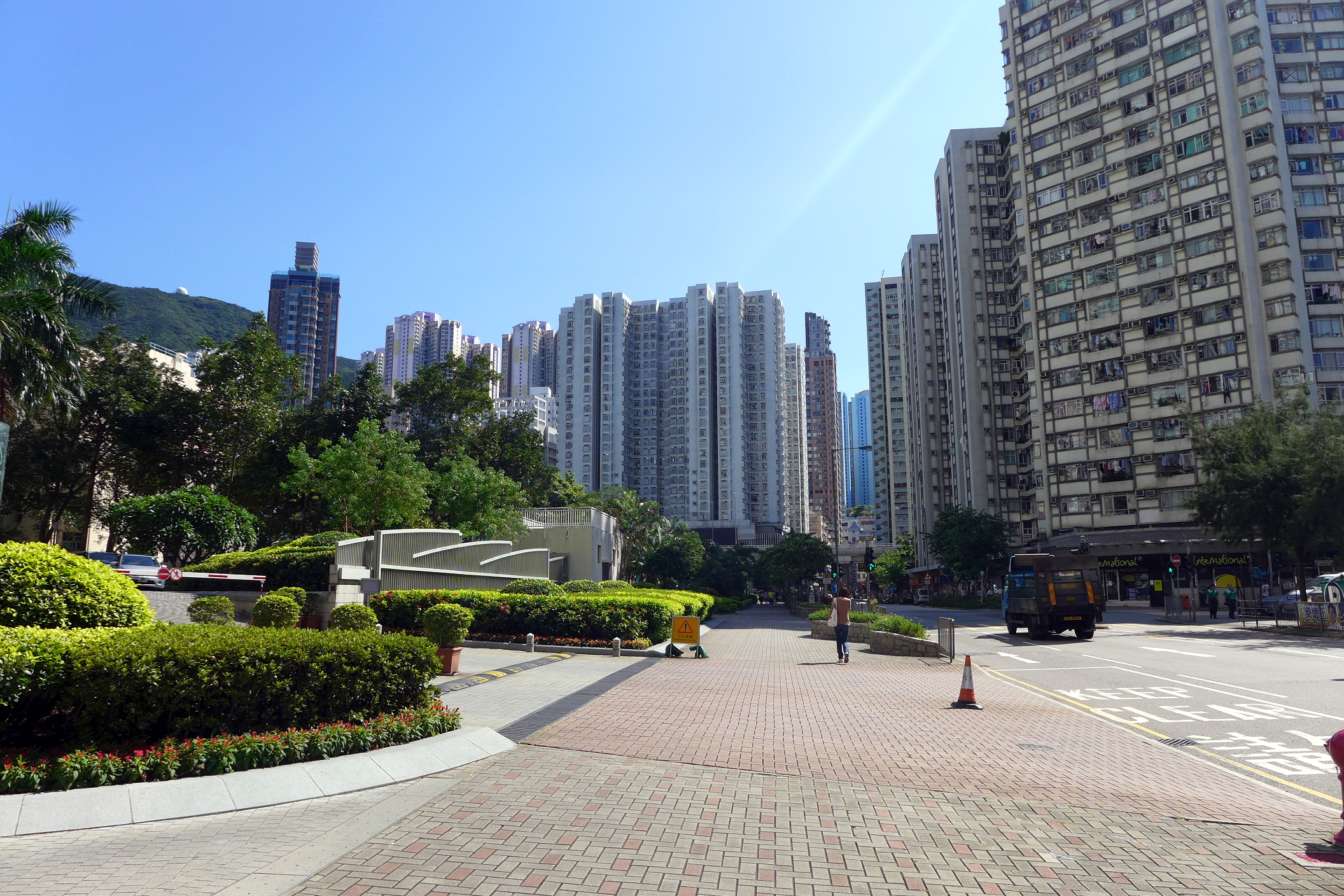
西灣河以住宅為主

直到1979年，太安樓仍然位於海傍。不過踏入1980年代，由於筲箕灣碼頭的多次搬遷，加上東區走廊的興建，使西灣河的海傍不斷北移。及至現在，整個鯉景灣的範圍都是從填海得來的土地。
由成安街往上走，在1980年代以前是木屋區，包括成安村、聖十字徑村、澳貝龍村等。但在1989年政府收地並且興建公共屋邨——耀東邨、興東邨。

### 現况

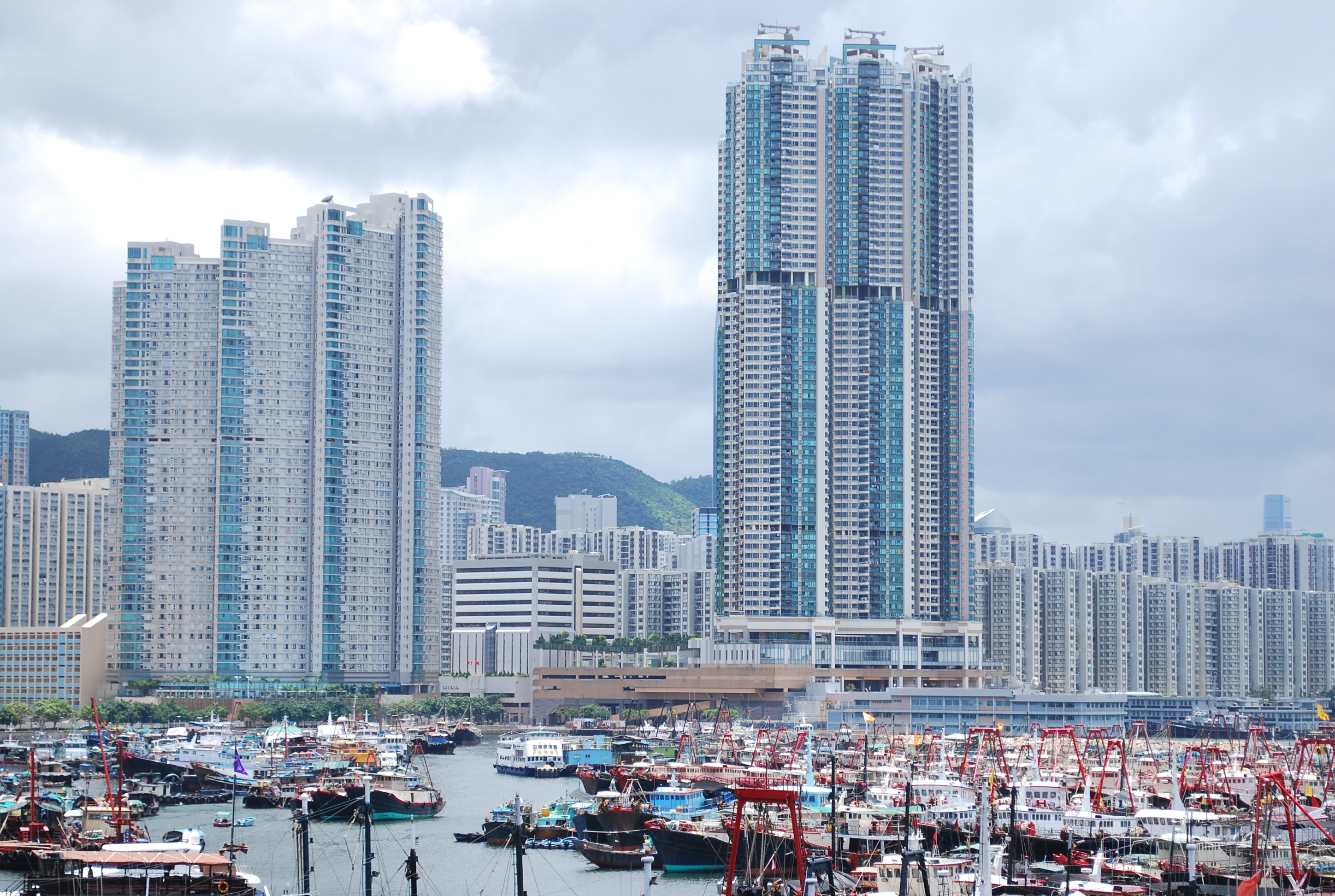
從香港海防博物館望向西灣河；
圖中可見嘉亨灣及逸濤灣

西灣河現時為港島東其中一個住宅為主的地區。東區走廊以北的新填海區主要為私人屋苑。三大屋苑為 嘉亨灣、逸濤灣及鯉景灣。西灣河海旁有蘇豪東之稱，有不少餐廳、主題酒吧及特色咖啡店。
走廊區另一邊有居屋及公共屋邨，如東熹苑、東欣苑、東霖苑、興東邨和康東邨。

## 著名地點、街道及建築物
西灣河區內有不少綠化空間及康樂設施，如愛秩序灣公園、愛秩序灣海濱花園、西灣河海濱公園、鰂魚涌公園等。

### 地點及街道
- 蘇豪東
- 太安樓
- 愛秩序灣公園
- 愛秩序灣海濱花園
- 西灣河海濱公園
- 鰂魚涌公園
- 西灣河碼頭
- 筲箕灣避風塘
- 香港兒童探索博物館

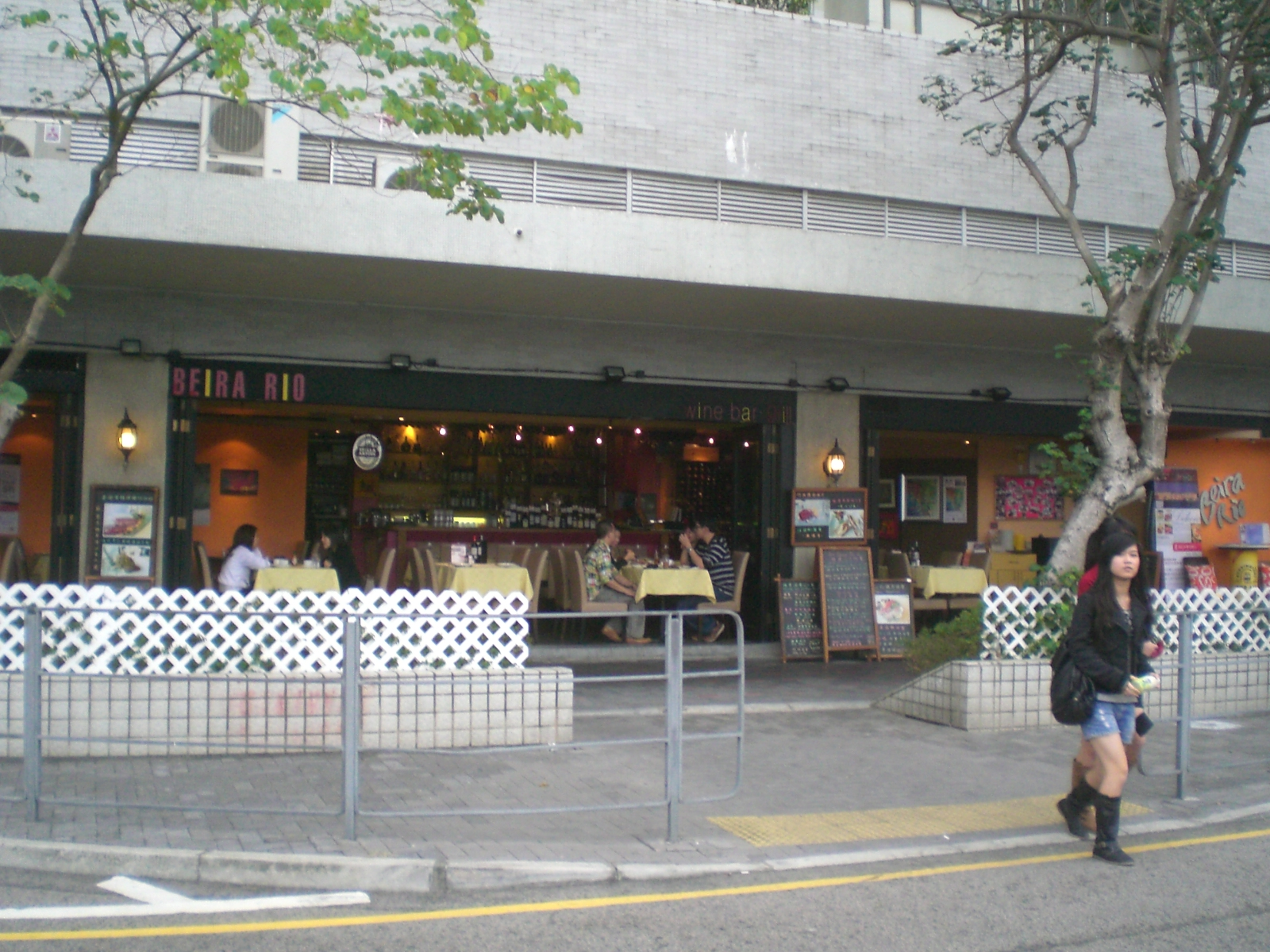
蘇豪東食店之一 Beira Rio
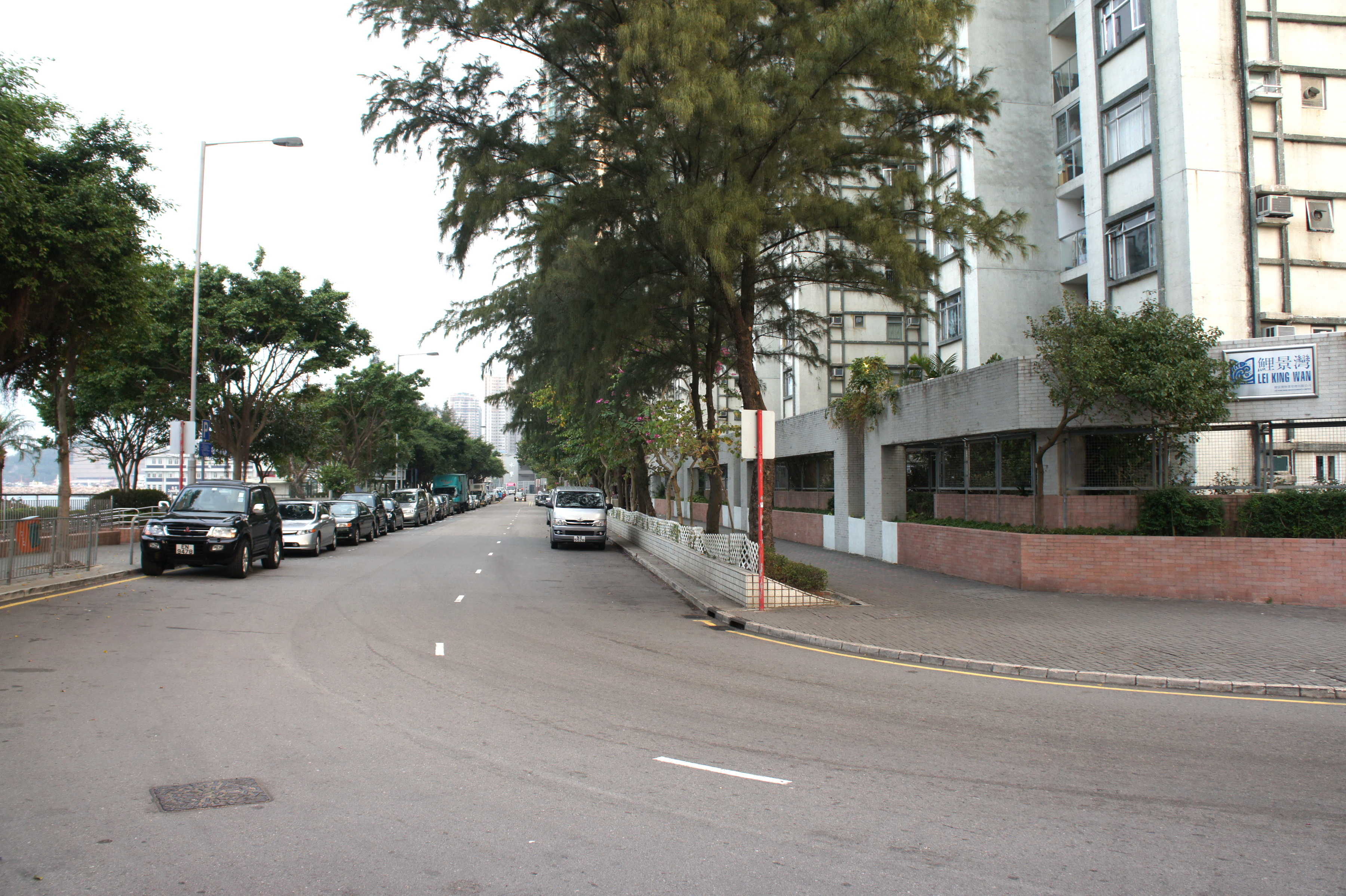
蘇豪東太康街西北端

### 建築物
- 東區裁判法院
- 水警總區總部
- 香港電影資料館
- 西灣河文娛中心
- 港島東體育館
- 西灣河體育館
- 鯉景道綜合大樓分區圖書館及安老院舍（預計於2023-24落成）
- 協青社賽馬會大樓

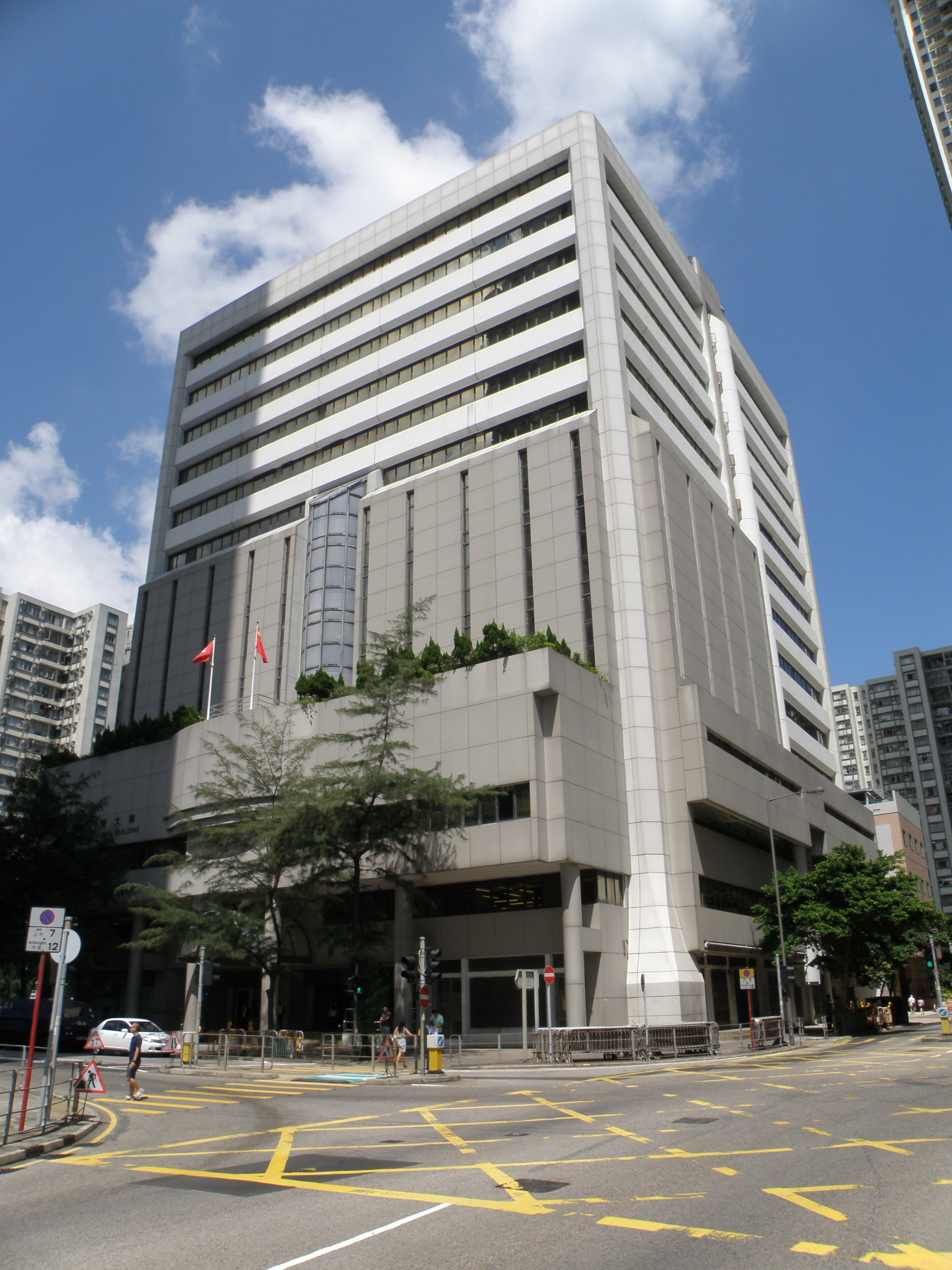
東區法院大樓正面
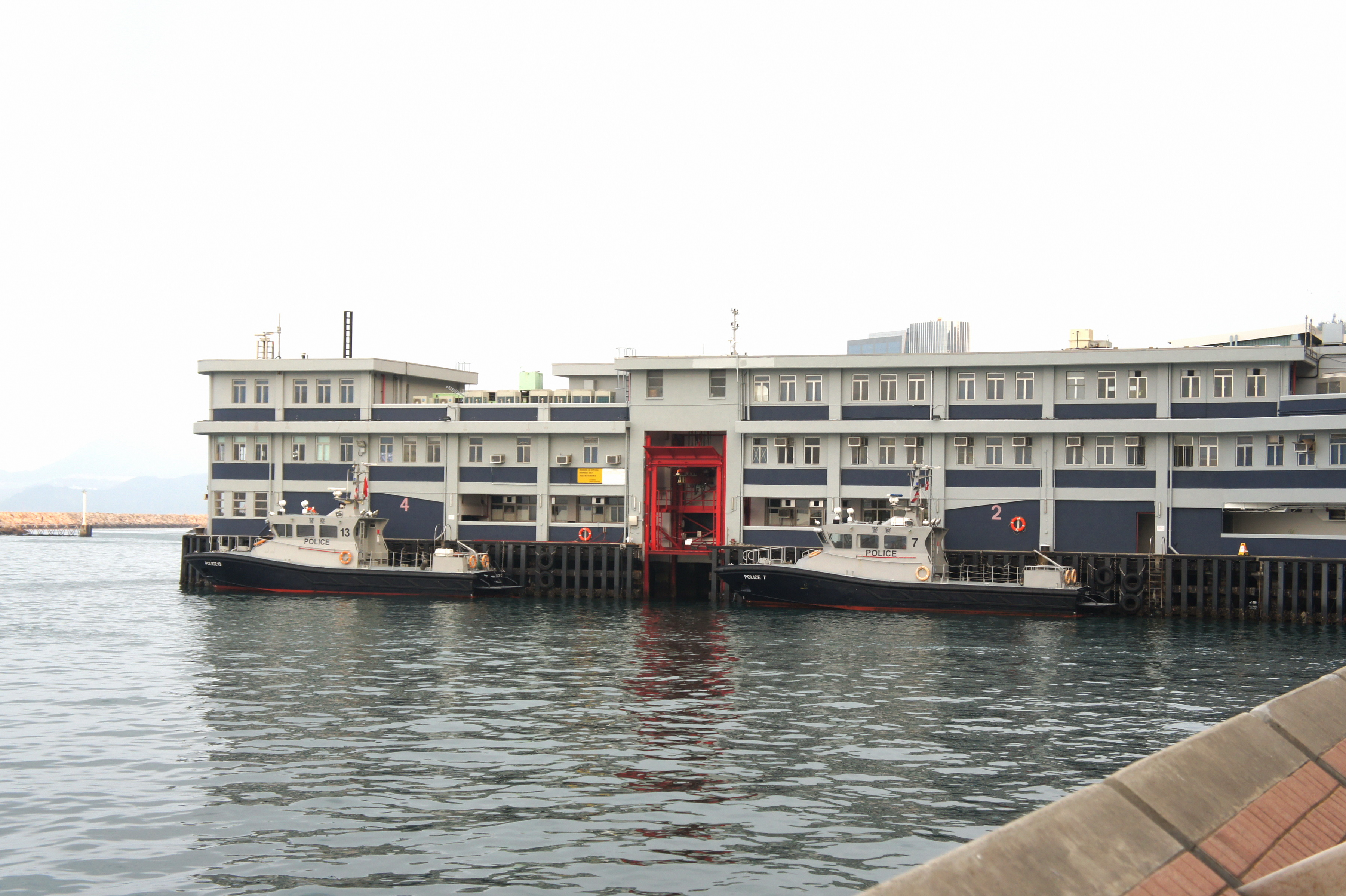
水警港口分區總部暨水警港口警署（原西灣河碼頭西翼）
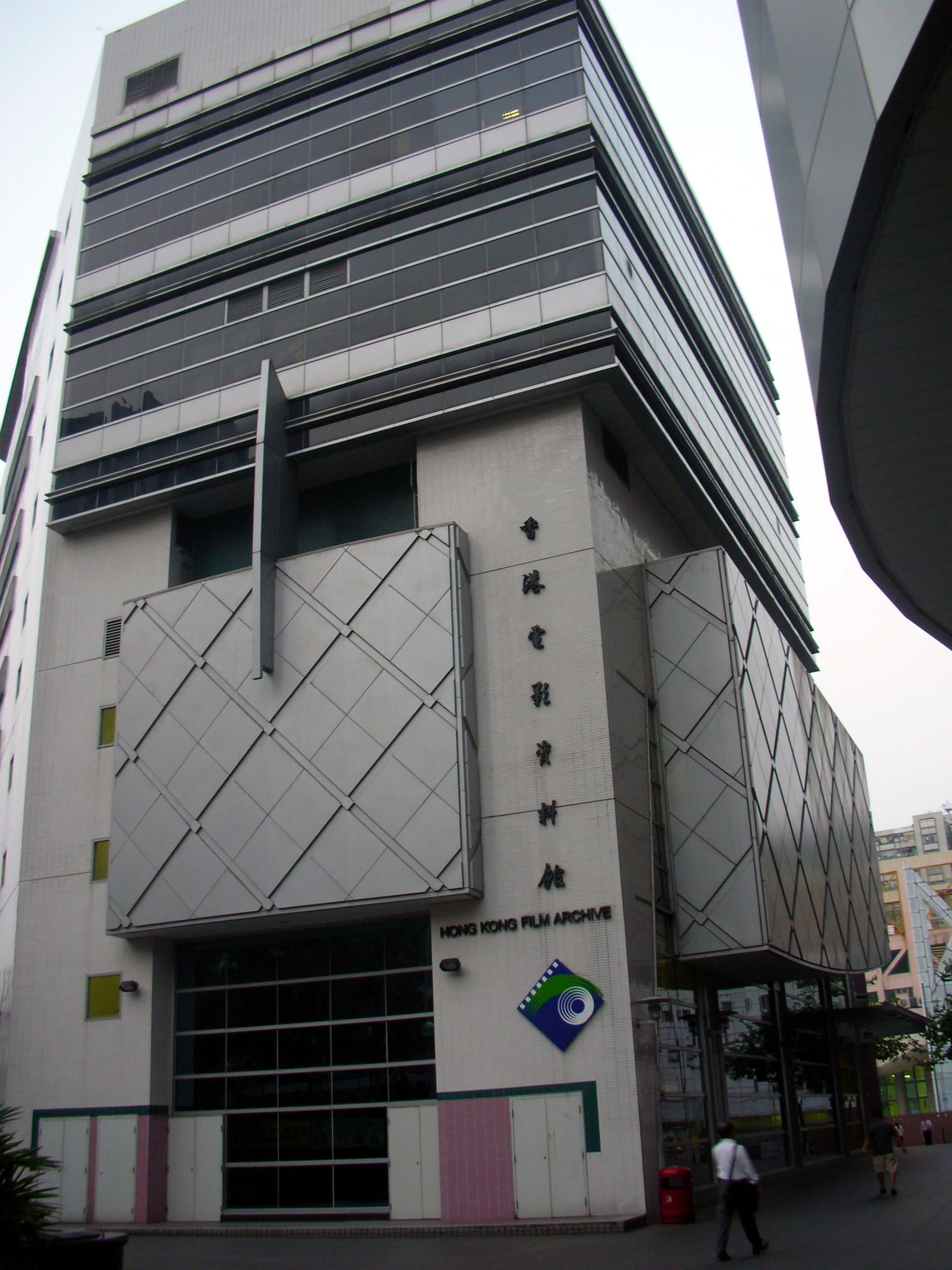
香港電影資料館大樓

### 住宅

#### 私人住宅
| 名稱             | 照片 | 地址                  | 住宅類型 | 入伙年份 | 戶數  | 面積      | 發展商                               |
| ---------------- | ---- | --------------------- | -------- | -------- | ----- | --------- | ------------------------------------ |
| 嘉亨灣           |      | 西灣河太康街38號      | 大型屋苑 | 2005     | 2,020 | 293-2,170 | 恒基地產 中華煤氣                    |
| 逸濤灣           |      | 西灣河太安街28號      | 中型屋苑 | 2001     | 864   | 549-1,437 | 太古地產 中華汽車有限公司 新鴻基地產 |
| 鯉景灣           |      | 西灣河太康街          | 大型屋苑 | 1988     | 2,295 | 426-814   | 太古地產                             |
| THE HOLBORN      |      | 西灣河筲箕灣道1號     | 小型屋苑 | 2023     | 420   | 200-571   | 恒基地產                             |
| 君悅軒           |      | 西灣河西灣河街8號     | 單幢樓   | 2007     | 112   | 414-952   | 寶輝控股 永光地產                    |
| 御景軒           |      | 西灣河筲箕灣道250號   | 單幢樓   | 2003     | 100   | 386-639   | 恒基地產                             |
| 逸瑆             |      | 西灣河西灣河街9號     | 單幢樓   | 2019     | 144   | 264-386   | 麗新集團 市區重建局                  |
| 新成中心         |      | 西灣河新成街8號       | 小型屋苑 | 1983     | 475   | 291-367   | 新鴻基地產                           |
| 欣景花園         |      | 西灣河筲箕灣道111號   | 中型屋苑 | 1990     | 732   | 649-767   | 港鐵                                 |
| 譽·東            |      | 西灣河筲箕灣道157號   | 單幢樓   | 2013     | 79    | 320-1,067 | 新鴻基地產                           |
| Island Residence |      | 西灣河筲箕灣道163號   | 單幢樓   | 2017     | 170   | 216-1,154 | 會德豐地產                           |
| 柏匯             |      | 西灣河成安街33號      | 單幢樓   | 2017     | 234   | 187-604   | 恒基地產                             |
| 港島·東18        |      | 西灣河成安街18號      | 單幢樓   | 2012     | 108   | 237-969   | 英皇地產                             |
| 星灣峰           |      | 西灣河耀興道88號      | 單幢樓   | 2003     | 155   | 421-637   | 泛海國際                             |
| 太安樓           |      | 西灣河筲箕灣道57-87號 | 大型屋苑 | 1968     | 1,864 | 274-386   | 香港置地                             |

#### 居屋及公共屋邨
| - 東熹苑 - 東欣苑 |  | - 東霖苑 - 興東邨 |  | - 康東邨 |

### 教育
- 聖馬可中學
- 港島民生書院
- 水警訓練學校
- 香港韓國國際學校
- 香港中國婦女會中學
- 中華基督教會基灣小學
- 香港中國婦女會丘佐榮學校

### 教堂、會堂和廟宇
- 聖十字架堂

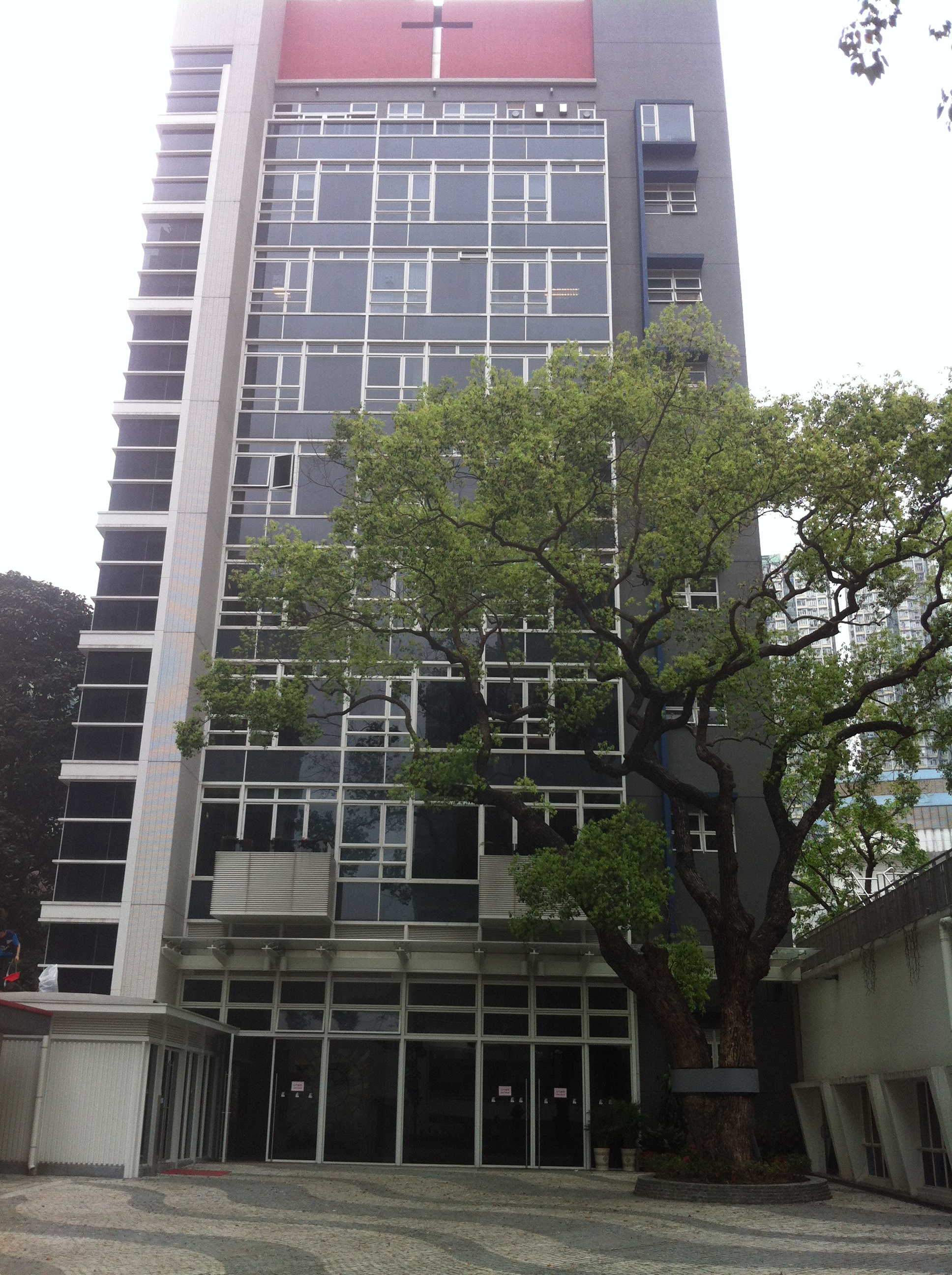
樓高八層的聖十字架中心

## 交通
西灣河鄰近太古坊商業區以及大型商場太古城中心和康怡廣場，需約10分鐘步程。港鐵西灣河站為港島綫其中一站，去銅鑼灣及中環車程需約12及18分鐘，而去觀塘車程約19分鐘。
巴士方面，筲箕灣道都有許多巴士路線往來港九新界各區，如銅鑼灣、中環、旺角和機場。當中部份港島巴士路線是以西灣河嘉亨灣和耀東邨為總站。電車則駛經筲箕灣道。
渡輪方面，西灣河碼頭設有航線往來觀塘及油塘鯉魚門。 而另一碼頭筲箕灣避風塘則有航線往來東龍島及將軍澳（南）。
嘉亨灣基座的中港客運車站有直通過境巴士由嘉亨灣經深圳灣口岸往番禺及順德、中山和珠海。

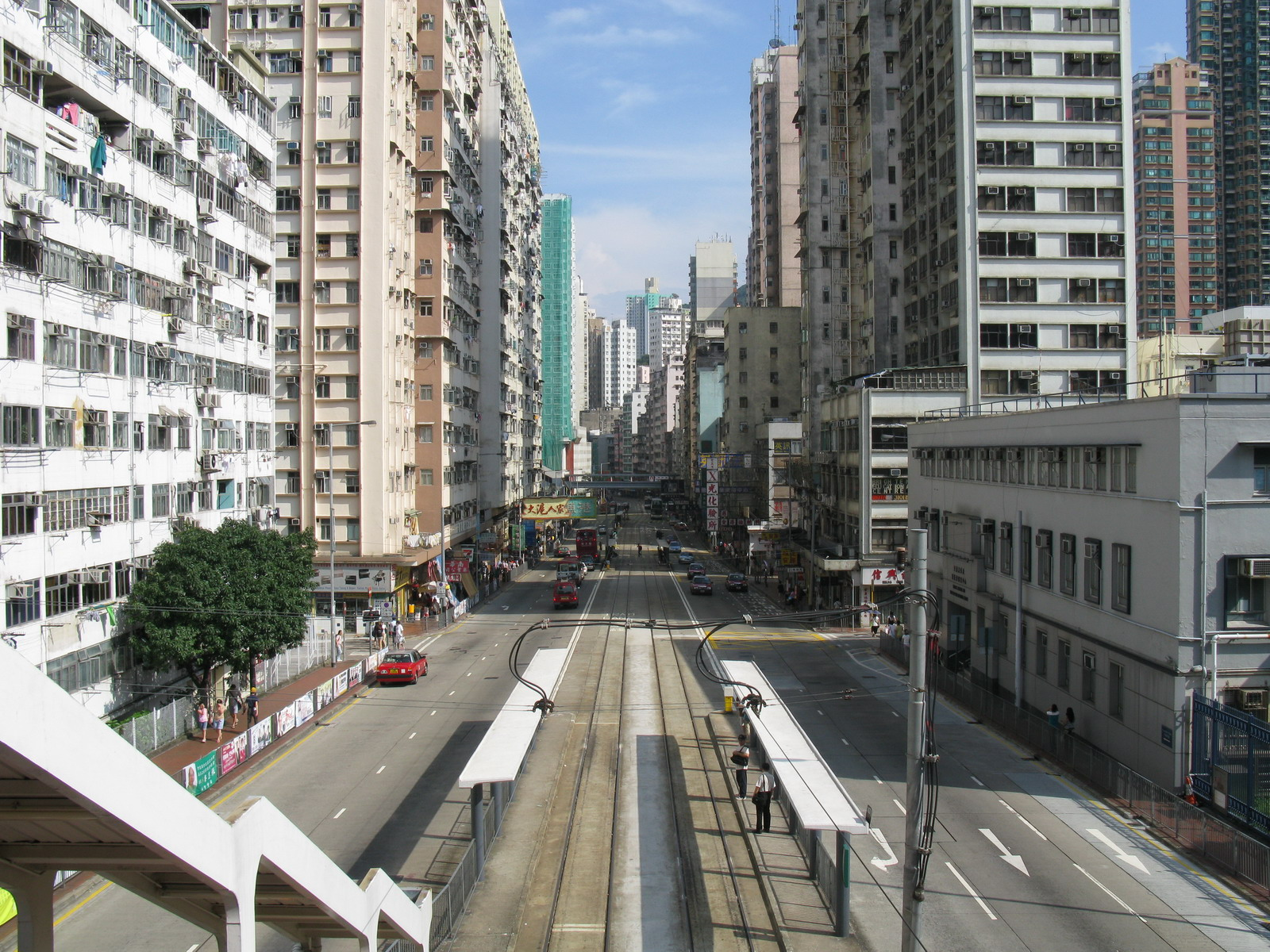
筲箕灣道

### 主要幹道
- 東區走廊
- 筲箕灣道

## 區議會議席分佈
為方便比較，以下列表以柴灣道往康山支路以東至新成街、東區走廊、愛德街以西為範圍。
| 年度/範圍                                                                  | 2000-2003  | 2004-2007  | 2008-2011  | 2012-2015  | 2016-2019  | 2020-2023  | 2024-2027 |
| -------------------------------------------------------------------------- | ---------- | ---------- | ---------- | ---------- | ---------- | ---------- | --------- |
| 新成街以北、東區走廊、太安街以南、英皇道、柴灣道往康山支路以東、惠亨街以北 | 西灣河選區 | 西灣河選區 | 西灣河選區 | 西灣河選區 | 西灣河選區 | 西灣河選區 | 康灣選區  |
| 柴灣道往康山支路以東、英皇道以北、太安街以北                               | 鯉景灣選區 | 鯉景灣選區 | 鯉景灣選區 | 鯉景灣選區 | 鯉景灣選區 | 鯉景灣選區 | 康灣選區  |
| 惠亨街以南                                                                 | 興東選區   | 興東選區   | 興東選區   | 興東選區   | 興東選區   | 興東選區   | 康灣選區  |

註：以上主要範圍尚有其他細微調整（包括編號），請參閱有關區議會選舉選區分界地圖及條目。

## 2019年示威者被開槍制服事件
2019年11月11日，有香港支持反修例網民發起罷工、罷課及罷市，其間一名交通警員在西灣河太安樓對開清理示威者路障期間，21歲香港專業教育學院柴灣分校男學生周柏均遭連開三槍，傷及肝臟和腎臟，子彈卡在背脊，須切除右腎及部份肝臟，經手術後取出子彈。警方事後表示警長感到生命受威脅，擊中其中一名男子右腹，且警長「在電光火石間沒辦法給予任何警告」。。被開槍擊中的周柏均否認企圖搶槍。

## 參看
- 東區
- 鰂魚涌
- 筲箕灣
- 嘉亨灣
- 逸濤灣
- 鯉景灣

THE HOLBORN